# Takashi Uchiyama
Takashi Uchiyama (jap. 内山 高志, Uchiyama Takashi; * 10. November 1979 in Kasukabe) ist ein japanischer Profiboxer und ehemaliger Weltmeister der WBA im Superfedergewicht.

## Boxkarriere
Er begann im Alter von 15 Jahren mit dem Boxen und gewann 91 von 113 Amateurkämpfen. 2001, 2002 und 2003 wurde er Japanischer Meister im Leichtgewicht und gewann im April 2002 auch die Bronzemedaille beim international stark besetzten King's Cup in Bangkok. Im Juli 2003 nahm er an den 12. Weltmeisterschaften in Bangkok teil, wo er in den Vorrunden gegen Tin Wei Hung aus Taiwan und Anton Maksimow aus Weißrussland gewann, ehe er im Achtelfinale gegen Gyula Káté aus Ungarn unterlag. Während seiner Amateurkarriere arbeitete er nebenbei als Salaryman.
2005 wechselte er ins Profilager und gewann sieben Kämpfe in Folge, davon fünf vorzeitig. Anschließend boxte er am 8. September 2007 um die OPBF-Meisterschaft (Oriental-pazifische Meisterschaft) im Superfedergewicht und gewann durch K. o. in der achten Runde gegen Nedal Hussein (Bilanz: 43 Siege – 4 Niederlagen).
Nach fünf erfolgreichen Titelverteidigungen erhielt er am 11. Januar 2010 eine WBA-Titelchance im Superfedergewicht gegen Juan Carlos Salgado (21-0) und besiegte den Mexikaner durch t.K.o. in der zwölften Runde. Er verteidigte den WM-Gürtel bereits vier Monate später durch t.K.o. in der sechsten Runde gegen den Lateinamerikanischen Meister der WBA Ángel Granados (18-8) aus Venezuela.
Im September 2010 besiegte er Roy Mukhlis (23-2) aus Indonesien durch t.K.o. in der fünften Runde und im Januar 2011 seinen Landsmann Takashi Miura (20-1) durch t.K.o. in der achten Runde. Am 31. Dezember 2011 traf er in seiner inzwischen vierten Titelverteidigung auf den Mexikaner Jorge Solís (41-3), den er in der elften Runde durch t.K.o. bezwang. Nach dieser Niederlage erklärte Solís seinen Rücktritt vom Boxsport.
Sein Kampf gegen Michael Farenas (34-3) von den Philippinen im Juli 2012 endete in der dritten Runde mit einem technischen Unentschieden, da Uchiyama durch einen Zusammenprall mit den Köpfen eine Verletzung davontrug, die den Ringrichter zum Abbruch des Kampfes veranlasste. Am 31. Dezember 2012 verteidigte Uchiyama seinen Titel zum bereits sechsten Mal gegen Bryan Vázquez (29-0) aus Costa Rica durch t.K.o. in der achten Runde.
Nachdem Adrien Broner Ende 2012 ins Leichtgewicht aufstieg, wurde Takashi Uchiyama unter anderem vom Ring Magazine auf Platz 1 der Weltrangliste geführt. Im Mai 2013 gewann er durch K. o. in der fünften Runde gegen Jaider Parra (20-0) und im Dezember nach Punkten gegen Daiki Kaneko (19-2). Im Dezember 2014 verteidigte er den Titel vorzeitig gegen Israel Perez (27-2). Im Mai 2015 schlug er Jomthong Chuwatana (9-0). In seiner elften Titelverteidigung schlug er im Dezember 2015 Oliver Flores (27-1).
Am 27. April 2016 verlor er seinen WM-Gürtel durch eine K.-o.-Niederlage in der zweiten Runde an Jezreel Corrales (19-1). Im Rückkampf acht Monate später verlor Uchiyama knapp nach Punkten.